# الكتاب الأحمر للغات المهددة

علم اليونسكو

يصدر الكتاب الأحمر للغات المهددة بالانقراض عن اليونسكو ويجمع قائمة شاملة للغات العالم التي تواجه حاليًا خطر الانقراض. وقد تم استبداله بأطلس اليونسكو للغات العالم المهددة.